# Sarbiewo (gmina)
Sarbiewo (od 1973 Baboszewo) – dawna gmina wiejska istniejąca do 1954 roku w woj. warszawskim. Początkowo siedzibą władz gminy było Sarbiewo, a po wojnie Baboszewo.
Za Królestwa Polskiego gmina Sarbiewo należała do powiatu płońskiego w guberni płockiej. W połowie 1870 roku do gminy Sarbiewo włączono część obszaru zniesionej gminy Siekluki i Dziektarzewo.
W okresie międzywojennym gmina Sarbiewo należała do powiatu płońskiego w woj. warszawskim. Po wojnie gmina zachowała przynależność administracyjną. Według stanu z 1 lipca 1952 roku gmina składała się z 38 gromad.
Gminę zniesiono 29 września 1954 roku wraz z reformą wprowadzającą gromady w miejsce gmin. Jednostki nie przywrócono 1 stycznia 1973 roku po reaktywowaniu gmin, utworzono natomiast jej terytorialny odpowiednik, gminę Baboszewo.